# Marcos el mago
Marcos el Mago (s. II) fue un gnóstico de la escuela anatolia u oriental de la denominada secta valentiniana. La principal fuente para conocer sus ideas la constituye el Adversus haereses de Ireneo de Lyon. Éste le acusa de valerse de sus conocimientos (por ejemplo filtros afrodisíacos) para seducir a las mujeres. Se valía de prácticas cabalísticas, empleaba la gematría y se apoyaba también en la astrología.